# Сейм Литовской Республики III созыва
Сейм Литовской Республики III созыва (лит. Trečiasis Lietuvos Respublikos Seimas) — третий созыв парламента (Сейма) Литвы, демократически избранный после провозглашения независимости страны 16 февраля 1918 года. Выборы состоялись 8-10 мая 1926 года. Впервые Литовская христианско-демократическая партия оказалась в оппозиции. Коалиционное правительство приняло ряд непопулярных решений и подверглось резкой критике. Регулярная работа Сейма была прервана военным переворотом в декабре 1926 года, когда демократически избранное правительство было заменено авторитарным правительством Антанаса Сметоны и Аугустинаса Вольдемараса. Третий Сейм был распущен 12 марта 1927 года, а новые выборы не назначались до 1936 года.
| Результаты выборов в Сейм 1926 года | Результаты выборов в Сейм 1926 года |
| Партия                              | Мест                                |
| ----------------------------------- | ----------------------------------- |
| Крестьянский народный союз (LVLS)   | 22                                  |
| Социал-демократы (LSDP)             | 15                                  |
| Христианские демократы (LKDP)       | 14                                  |
| Союз фермеров (LŪS)                 | 11                                  |
| Федерация труда (LDF)               | 5                                   |
| Националисты (LTS)                  | 3                                   |
| Партия фермеров (LŪP)               | 2                                   |
| Меньшинства (немцы, евреи и поляки) | 13                                  |
| Всего                               | 85                                  |

## Выборы

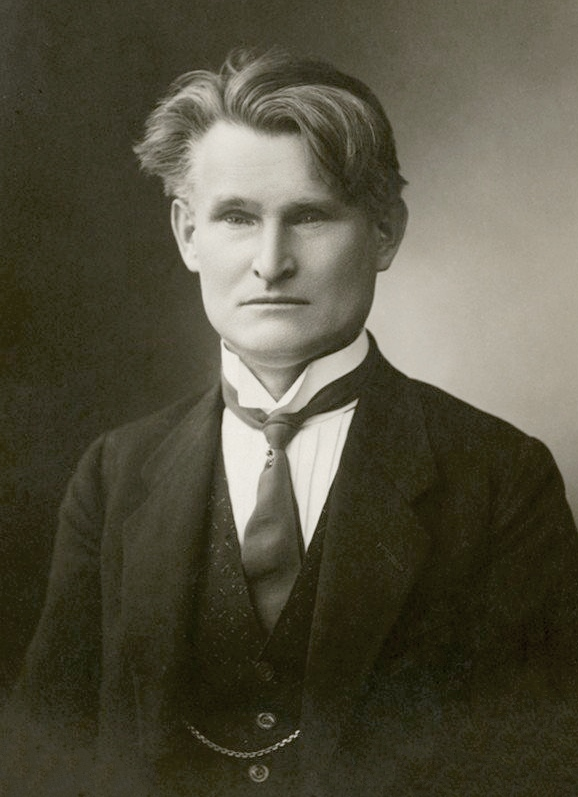
Президент Казис Гринюс, демократически избранный Третьим Сеймом.

Впервые с 1920 года христианские демократы, решительно поддерживавшие католическую церковь и духовенство, не получили политического большинства. Литовский народ разочаровался в партии, так как ее потрясли несколько финансовых скандалов и она не смогла эффективно справиться с экономическим кризисом и кроме того столкнулась с дипломатическими противоречиями с Ватиканом, признавшим претензии Польши на Виленский край.
Крестьянский народный союз и социал-демократы сформировали левую коалицию против христианских демократов. Все еще недостаточно для большинства, в коалицию должны были войти меньшинства (немцы из Клайпедского края, поляки и евреи). 7 июня Казис Гринюс был избран 3-м президентом Литвы, а Миколас Слежявичюс стал премьер-министром. Оба они были членами Крестьянского народного союза.

## Деятельность
Новое правительство подверглось резкой критике со стороны оппозиции. Оно отменило военное положение, действовавшее до сих пор в Каунасе и других местностях, восстановило демократические свободы и объявило широкую амнистию политическим заключенным. Впервые Литва стала по-настоящему демократической. Коммунисты быстро воспользовались свободой слова и 13 июня провели в Каунасе акцию протеста, в которой приняли участие около 400 человек. Протест был разогнан, но оппозиция раскритиковала правительство, утверждая, что этот инцидент представляет большую угрозу для Литвы и её вооруженных сил, с которой правительство не в состоянии справиться.
Дальнейшие обвинения в «большевизации» были сделаны после того, как Литва подписала договор о ненападении с Советским Союзом. Договор, подписанный 28 сентября 1926 г., был задуман предыдущим Сеймом, в котором доминировали христианские демократы. Однако на этот раз христианские демократы проголосовали против договора, а Антанас Сметона решительно поддержал его. Он вызвал резкую критику, поскольку Литва обменяла повторное признание своих прав на Вильнюсский край на международную изоляцию, так как договор требовал, чтобы Литва не заключала других союзов с другими странами. 21 ноября студенческая демонстрация против «большевизации» была насильственно разогнана полицией.
Общественный резонанс продолжился, когда правительство, заботясь о меньшинствах, разрешило открыть более 80 польских школ, в то время как польское правительство закрывало литовские школы в ожесточенно оспариваемом Вильнюсском крае. Коалиционное правительство столкнулось с христианскими демократами, когда предложило урезать зарплаты духовенству и субсидии католическим школам из бюджета 1927 года. Новые враги появились, когда были уволены 200 консервативных офицеров. Военные начали планировать декабрьский переворот.

## Переворот и роспуск
Переворот начался 17 декабря 1926 года, в день 60-летия президента Казиса Гринюса, когда все важные официальные лица собрались в Каунасе на празднование и до того, как был принят бюджет 1927 года с сокращениями для вооруженных сил и церкви. Сейм разогнали, а президента поместили под домашний арест. Премьер-министр Слежявичюс подал в отставку, и президент Гриниус назначил Аугустинаса Волдемараса новым премьер-министром. Сметона и Волдемарас, представляющие Литовский националистический союз, пригласили христианских демократов присоединиться к ним в формировании нового правительства и восстановлении некоторой конституционной легитимности. 19 декабря 42 делегата Сейма (без социал-демократов и крестьянского народного союза) собрались и избрали Александраса Стульгинскиса новым спикером Сейма, что сделало его формальным главой государства за несколько часов до избрания Сметоны в качестве президента (38 депутатов проголосовали «за», двое «против» и двое воздержались).
Христианские демократы, считавшие переворот лишь временной мерой, требовали новых выборов в Сейм, а Сметона медлил, предсказывая, что его партия не будет популярной и что он не будет переизбран президентом. Националисты обсуждали конституционные изменения, расширяющие возможности исполнительной власти и ограничивающие полномочия Сейма. В апреле группа народников пыталась организовать переворот «в защиту конституции», но он был раскрыт, а мятежники арестованы. Среди них был член Сейма Юозас Паяуис. 12 апреля 1927 года Сейм, потрясенный таким арестом, вынес вотум недоверия правительству Вольдемараса. Сметона, пользуясь своим конституционным правом, распустил Сейм. Однако конституция была нарушена, когда в течение двух месяцев не было назначено новых выборов. Следующие выборы состоялись только в 1936 году.